# Хокей на зимових Олімпійських іграх 2018
Змагання з хокею із шайбою на зимових Олімпійських іграх 2018, що пройшли у Пхьончхані з 10 по 25 лютого на льодових аренах «Хокейного центру Каннин» і «Спортивної арени Університету Квандон». 12 чоловічих і 8 жіночих команд розіграли два комплекти нагород в чоловічому та жіночому турнірах відповідно.

## Медальний залік
| Місце | Країна                             | Золото | Срібло | Бронза | Загалом |
| ----- | ---------------------------------- | ------ | ------ | ------ | ------- |
| 1     | США (USA)                          | 1      | 0      | 0      | 1       |
| 2     | Спортсмени-олімпійці з Росії (OAR) | 1      | 0      | 0      | 1       |
| 3     | Канада (CAN)                       | 0      | 1      | 1      | 2       |
| 4     | Німеччина (GER)                    | 0      | 1      | 0      | 1       |
| 5     | Фінляндія (FIN)                    | 0      | 0      | 1      | 1       |
|       | Усього                             | 2      | 2      | 2      | 6       |

## Чоловіки

### Команди
| Група A                                       | Група B                                                      | Група C                                     |
| --------------------------------------------- | ------------------------------------------------------------ | ------------------------------------------- |
| - Канада - Чехія - Швейцарія - Південна Корея | - Спортсмени-олімпійці з Росії - США - Словаччина - Словенія | - Швеція - Фінляндія - Норвегія - Німеччина |

## Жінки
| Група A                                                   | Група B                                        |
| --------------------------------------------------------- | ---------------------------------------------- |
| - Канада - США - Фінляндія - Спортсмени-олімпійці з Росії | - Швеція - Швейцарія - Японія - Південна Корея |